# شبرانة
بلدية شبرانة أو تشيبرانا (بالإسبانية: Chiprana) هي بلدية تقع في مقاطعة سرقسطة التابعة لمنطقة أرغون شمال شرق إسبانيا.

## الديموغرافيا
بلغ عدد سكان بلدية شبرانة 465 نسمة عام 2011 (وفقاً للمعهد الوطني الإسباني للإحصاء).
| 406 | 381 | 370 | 353 | 309 | 290 | 465 |